# 白洞
在廣義相對論中，白洞（英語：white hole），是一种理論推測出來的時空區域，物質與光線無法進入這個區域中，但是可以從這個區域中向外放射。白洞的性質與黑洞相反，光與物質可以進入黑洞中，但是無法從黑洞中離開。這個白洞存在的理論最早是由伊戈尔·德米特里耶维奇·诺维科夫在1964年根據對史瓦西解的計算，而提出這個假設，並由尼古拉·卡尔达肖夫發展理論。目前已經有許多證據顯示黑洞存在，到现在还没有任何证据表明白洞存在，因此白洞仍然只是一種由理論推導而出的假想星體。白洞的存在也違反熱力學定理，因為熱力學認為熵不是保持不變就是增加，但白洞會使熵減少。于2012年发表的一篇论文认为宇宙形成最初的大爆炸是短暂喷发的白洞。在论文中，作者还认为白洞理论可以解释2006年发现的伽玛射线暴——GRB 060614。假設黑洞和白洞彼此連接，在其中連接的通道叫蟲洞，這成為許多科幻小說的主題。

## 概述
白洞是黑洞的時間反演對稱，因此，只會向外釋放物質與輻射，無法讓任何物質與光線返回其事件視界。另外，白洞被認為是高度不穩定的，只要外部時空稍微有擾動，它變化迅速塌縮成黑洞。
同時，白洞似乎違反了熱力學第二定律，因為它是一個從無序狀態釋放有序物質的過程，違反熵增定律。由於尚未於現實中觀察到，其存在與穩定性仍然充滿爭議。

## 起源

最大擴展黑洞時空結構圖。 水平方向是空間，垂直方向是時間。

白洞的概念起源於愛因斯坦場方程式中黑洞解的時間反演解，最初是由物理學家罗伯特·奥本海默與哈特蘭·史奈德於1930年代所提出。1964年，宇宙學家伊戈尔·诺维科夫與尼古拉·卡尔达肖夫進一步發展提出了白洞為史瓦西度規的最大版本。
當我們採用史瓦西坐標時，外部觀察者覺得物體落入黑洞似乎需要無限的時間；相似地，外部觀察者覺得物理到白洞的事件視界出現也需要無限的時間。
在克氏圖中，我們不難發現黑洞可以包含來自任一宇宙的粒子；同樣地，白洞也可以向外發射任一宇宙的粒子。